# Erigone blaesa
Erigone blaesa là một loài nhện trong họ Linyphiidae.
Loài này thuộc chi Erigone. Erigone blaesa được Crosby & Bishop miêu tả năm 1928.